# اذهب إلى تكساس
يَوم اذهب إلى تِكساس يَكون بِرعاية وزارة الزراعة بتكساس،  والتي غَرضُها تَشجيع المُستهلكين (كلاهما داخل و خارج ولاية تكساس) لطلب وشراء المُنتجات المصنوعة في تكساس.
بدأت حملة اذهب إلى تكساس عام 1999 لتركز على المنتجات الزراعية في تكساس. مؤخرًا، امتدت الحَملة لتشمل روبيان وخمر تكساس. في عام 2003، وسّعَت السُلطة التشريعية بتكساس البرنامج ليَشمل المُنتجات المصنوعة في تكساس بكل أنواعها.
حَملة اذهب إلى تكساس الحالية تنقسم إلى أربع مجالات رئيسية:
- منتجات اذهب إلى تكساس - ألياف السوق، طعام، البستنة، الغابات، المحصول، علف الحيوانات، المحار والجمبرى، والخمر.
- مجتمعات اذهب إلى تكساس -خصص منطقة كمجتمع معتمد للتقاعد قائم على قدرته على مُقابلة الحياة، التوظيف، العمل التطوعى، الصِحة، الترفيه، التعليم، والاحتياجات الآمنه للمُواطنين والزوار، وأيضًا سلط الأضواء على المجتمعات الريفية ليدعم ويشجع السياحة الريفية.
- مطاعم أذهب إلى تكساس- هي مَطاعم مُتصلة بالمنتجات الغذائية التي تنمو أو تصنع في تكساس.

البرامج الخاصة في اذهب إلى تكساس- تعمل على برامج خاصة مثل أكشاك اذهب إلى تكساس في معرض الولاية بتكساس, موقع الكترونى لتسجيل مزارعين السوق المحليين، فاليوم العالمى للتسوق اذهب إلى تكساس يقام يوم الجمعة 26 فبراير.
1. ↑  "Backing Small Businesses". KIDY (بالإنجليزية الأمريكية). Archived from the original on 2016-10-21. Retrieved 2018-09-05.
2. ↑  "FCT News | Independent News That Matters". www.freestonecountytimesonline.com (بالإنجليزية الأمريكية). Archived from the original on 2016-10-04. Retrieved 2018-09-05.